# Гийом де Шатонёф
Гийо́м де Шатонёф (фр. Guillaume de Chateauneuf; год и место рождения неизвестны — 1258, Акра) — 18/19-й Великий магистр ордена госпитальеров (1242—1258), военачальник.

## Краткие сведения
Шатонёф родился во Франции. До избрания магистром прошёл все предшествующие ступени иерархии ордена и был известен как строгий блюститель правил. В начале октября 1233 года упомянут обычным монахом (братом фр. frère), а 18 ноября 1241 года значился в документах маршалом ордена.
Принимал участие в бесславной битве при Газе 1244 года. 17 октября 1244 года войска Бейбарса I нанесли сокрушительный разгром объединённым силам Иерусалимского королевства: «Из 7 000 рыцарей в живых остались только 33 тамплиера, 3 тевтонца и 27 иоаннитов, около 800 рыцарей было взято в плен». Согласно сведениям Делявиль ле Руля, разгромленные силы христиан понесли потери 16 000 человек и 800 пленённых, среди которых находился великий магистр Шатонёф, который провёл в плену 6 лет. По времени руководство орденом совпало со знаковой и бесповоротной утратой крестоносцами Иерусалима (1244), его ограблением и разрушением. В качестве ответа начался Седьмой крестовый поход (1248—1254) под предводительством Святого Людовика.
Магистра иоаннитов выкупили из плена, как и Людовика Святого. Шатонёф занимался укреплением крепости Крак-де-Шевалье. В последние годы его магистерства соперничество и открытое противостояние иоаннитов и храмовников привели к вооружённому противоборству во время войны святого Саввы (1256—1270). Госпитальеры выступили на стороне Генуэзской республики против сил Венецианской республики и тамплиеров.
Делявиль ле Руль отметил, что оценивать правление Гийома де Шатонёфа затруднительно, поскольку пребывание крестоносцев на Святой земле проходило в весьма критический период, что усугубилось шестилетним пребыванием в плену магистра ордена госпитальеров. Орден столкнулся с трагически неожиданными ситуациями своей истории. Мусульмане использовали перевес.